# Никифор, Оксана Александровна
Окса́на Алекса́ндровна Никифор (род. 8 мая 1981 года, Москва) — шестикратная чемпионка мира и пятикратная чемпионка Европы, одиннадцатикратная чемпионка России, мастер спорта по силовому жонглированию гирями, тренер сборной Москвы по силовому жонглированию гирями.

## Биография
Начала жонглировать в 1997 году в возрасте 16 лет. В феврале 1998 года на Кубке России в Санкт-Петербурге выполнила норматив мастера спорта.
В июне того же года, первый раз стала Чемпионкой России. С 2000 по 2004 год работала в компании Росгосцирк в качестве силового жонглера,
под руководством Рояновой Сусанны Генадьевны.
В 2004 год вернулась в спорт, и стала тренировать сборную Москвы по СЖГ. С 2007 года, начала готовить спортсменов из других городов и стран.
В 2015 году, СЖГ официально принято в ВФГС (Всероссийская федерация гиревого спорта), как отдельная спортивная дисциплина.
В данный момент является заместителем председателя комиссии по СЖГ при ВФГС.
Президент РОО ПКФиС «Федерация силового жонглирования гирями» г. Москва.